# Nasi Lera
Nasi Lera, född 1944 i Korça i Albanien, är en albansk författare och översättare.
Lera har studerat vid Tiranas universitet, där han har läst albansk litteraturhistoria och albanska. Han har gett ut flera novellsamlingar och ett tiotal romaner, av vilka flera prisbelönats, samt filmmanus, och har översatt bland andra Ernest Hemingway och Jose Saramago till albanska.

### Fotnoter
1. ↑  OpenData BNP, PTBNP-ID: 1542736.[källa från Wikidata]
2. ↑  Identifiants et Référentiels, Agence bibliographique de l'enseignement supérieur, idRef-ID SUDOC: 133959023, läst: 5 mars 2020.[källa från Wikidata]
3. ↑  ”NASI LERA, member of Balkan Jury”. International Film Durres. Arkiverad från originalet den 7 september 2012. https://archive.is/20120907122127/http://www.ifsdurres.com/index.php?option=com_content&view=article&id=262:nasi-lera-member-of-balkan-jury&catid=65:balkan-jury&Itemid=91&lang=en. Läst 1 mars 2012.